# Объединение комитетов в защиту евреев в бывшем СССР
Объединение комитетов в защиту евреев в бывшем СССР (ОКЗЕ) (англ. Union of Councils for Soviet Jews (UCSJ)) — общественная правозащитная организация в США.

## История
Основана в 1970 году для помощи советским евреям. В состав организации входят восемь местных советов в США. Президентом ОКЗЕ является Ларри Лернер. Главный офис находится в Вашингтоне. ОКЗЕ заявляет, что располагает 8 центрами в странах бывшего Советского Союза. Наиболее известный из них — Московское бюро по правам человека, созданное совместно с МХГ и возглавляемое Александром Бродом.
Осенью 2003 ОКЗЕ получила грант на 1,3 миллиона долларов от Европейской комиссии на 3-летнюю компанию по борьбе с расизмом и ксенофобией в России. Другим источником финансирования ОКЗЕ являются частные пожертвования. Баннеры на сайте ОКЗЕ гласят, что жертвуя деньги организации «вы спасаете жизни евреев за океаном».

## Деятельность
ОКЗЕ оказывает помощь еврейской иммиграции в США. На сайте организации публикуется еженедельный информационный бюллетень. Ежегодно на английском и русском публикуется доклад «Антисемитизм, ксенофобия и религиозные преследования в российских регионах».